# Wolinerpoort (Goleniów)
De Wolinerpoort (Pools: Brama Wolińska) (Duits: Wolliner Tor) is een stadspoort in de Poolse stad Goleniów (Duits:Gollnow). De gotische poort is een voorbeeld van baksteengotiek en stamt uit de 14e eeuw. De poort werd gebouwd in 1320 en vormde een van de vier poorten in de stadsmuur van Goleniów. De Wolinerpoort is de enige poort die behouden is gebleven. De poort moest gebouwd worden conform het Lübecker recht en het Maagdenburger recht. De poort bestaat uit zeven verdiepingen. Tegenwoordig bevindt zich in het gebouw het toeristisch informatiekantoor van de stad. De gehele stadpoort met dak is 29,85 meter hoog. Dit is de hoogste stadspoort van Achter-Pommeren.

## Afbeeldingen

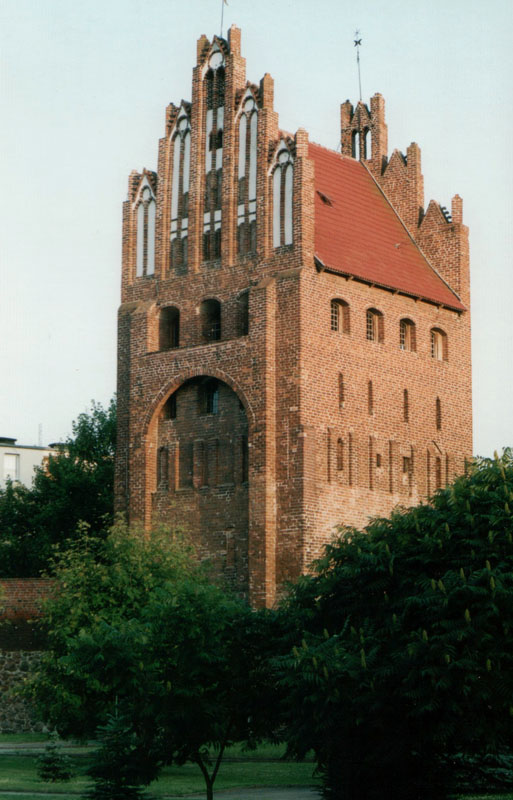
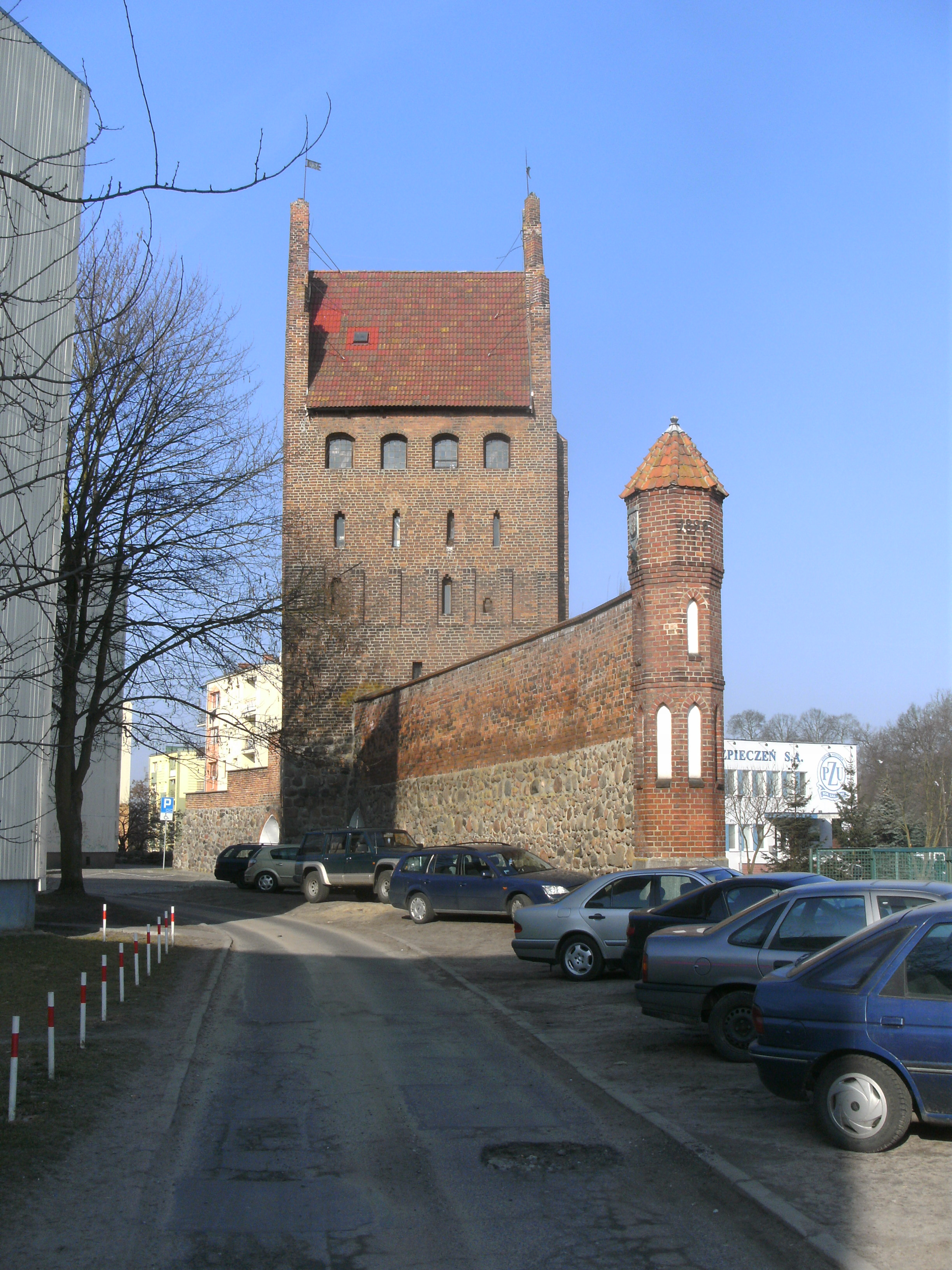
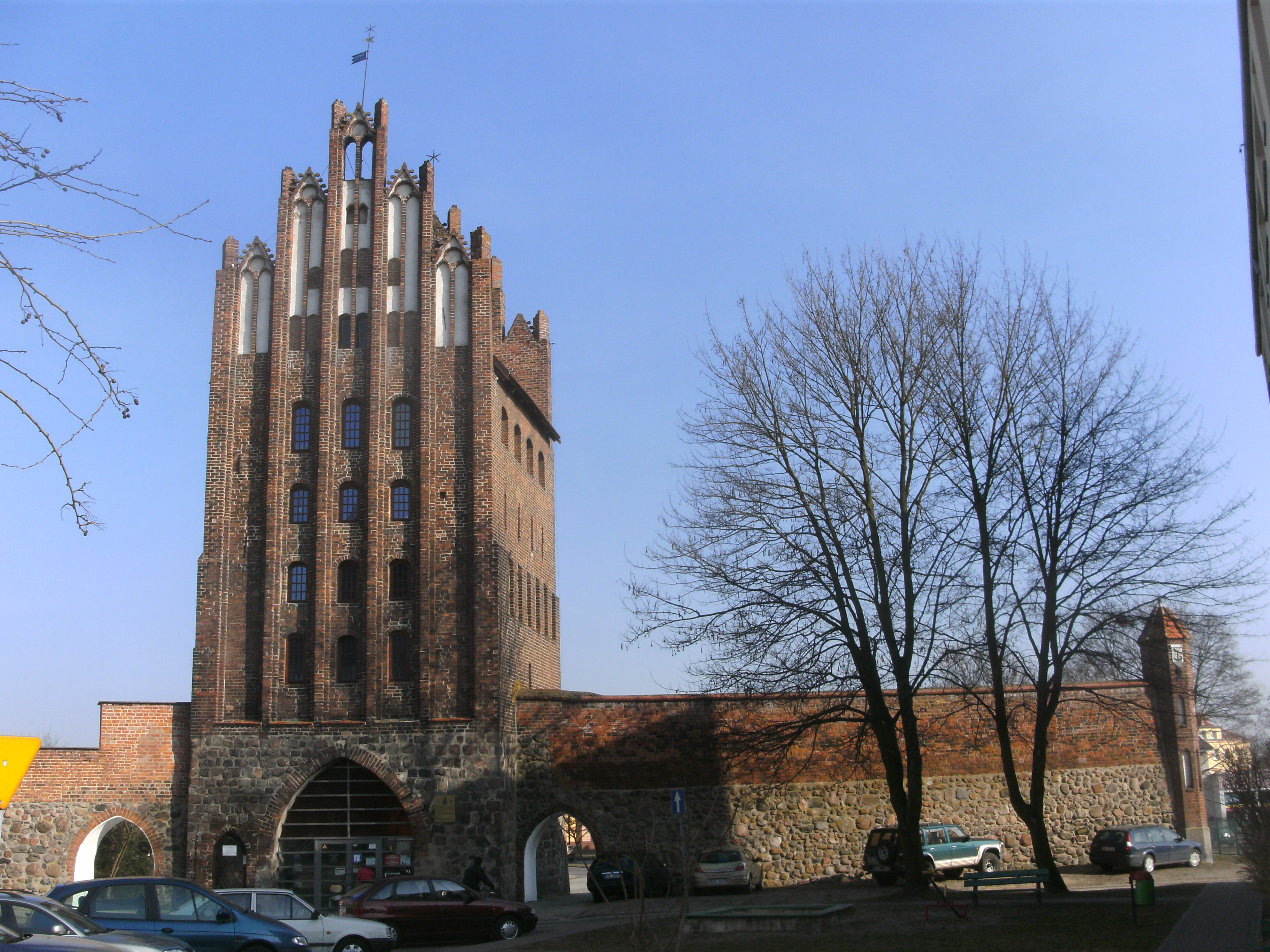
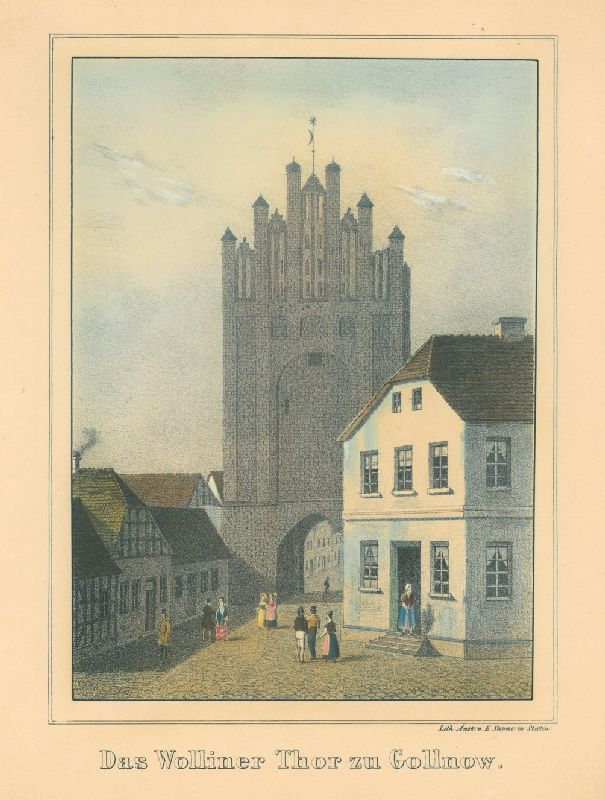